# Yema (empresa relojera)

Yema es una empresa relojera francesa fundada y con sede en Besançon, Francia.
Desde su creación, la marca Yema ha diseñado específicamente relojes de buceo, para carreras de automóviles, para la exploración espacial y para vela. Todos los relojes Yema son diseñados, ensamblados y fabricados en Francia. La empresa cuenta con tres calibres automáticos propios.
Desde 2009, la marca pertenece a la empresa relojera francesa Montres Ambre de Morteau.